# Polémica sobre el lugar de nacimiento de Juan Rodríguez Cabrillo
Acerca de Juan Rodríguez Cabrillo, durante muchos años el principal debate historiográfico se situó acerca de su origen, debatiéndose sobre su origen portugués o español.
La cuestión fundamental es confundir el significado de natural con el significado de nacido. Lo natural puede resultar de la naturalización. Por eso F. Pizarro dijo “soy natural y nacído” en Trujillo. Cabrilho simplemente declaró “soy natural Palma del Río”, pero nunca afirmó haber nacido en Palma del Río. Hay muchos ejemplos de naturalización de extranjeros.
Si bien Kelsey, en la biografía de Cabrillo publicada en 1986, destacó que la propia familia y descendientes de Cabrillo, así como aquellos que lo conocieron en Santiago de Guatemala, no mencionaron su origen portugués (ya que no era costumbre); en la Historia general de los hechos de los castellanos en las islas i tierra firme del Mar Océano escrita por Antonio de Herrera y Tordesillas, Cabrillo aparece mencionado como “Portugués” en su nombre.
El principal problema es ocultar información sobre el origen de un supuesto castellano. Los castellanos siempre han declarado su origen, los portugueses no, dependiendo de las políticas de naturalización, con frecuentes cambios en cuanto a la admisión o no de extranjeros en la América española.
No obstante, ya en 1973 Michael W. Mathes escribía lo siguiente:
Del material aquí presentado se desprende que existen considerables dudas sobre la nacionalidad de Juan Rodríguez Cabrillo y, de hecho, hay muchos indicios de que no era portugués sino castellano. El mero hecho de que sirviera a la Corona española durante más de dos décadas sin que se mencionara una sola vez en vida que era portugués debería bastar para desmentir a Herrera [...] Desgraciadamente, todavía no ha salido a la luz ninguna prueba nueva que apoye o refute de manera concluyente a Herrera.
Estas pruebas fueron descubiertas en 2015 por la investigadora Wendy Kramer, encontrando documentos que confirman que Cabrillo era natural de la localidad de Palma de Micer Gilio, hoy Palma del Río, en la provincia de Córdoba.
Entre las pruebas documentales destacadas, se encuentra el inicio del proceso judicial en noviembre de 1531 en La Habana, después de la partida del puerto de Guatemala en verano del mismo año. Este proceso se llevó a cabo debido a la desaparición de algunas barras de oro que fueron transportadas a España por el procurador Cabrera, como parte del primer cargamento de oro proveniente de Guatemala con destino a la península. Este proceso judicial, del que Cabrillo formó parte como testigo, permitió hallar “tres documentos en particular donde, en cinco ocasiones distintas, queda registrado el testimonio de Cabrillo diciendo que se llamaba Juan Rodríguez Cabrillo y que era natural de Palma de Micer Gilio”.
Entre estos documentos, destacamos varios encontrados en el Archivo General de Indias, como por ejemplo los interrogatorios del 12 y 22 de febrero de 1532, respectivamente:
Juan Rodríguez Cabrillo, natural de Palma de Micer Gilio dijo que la sabe la dicha pregunta como en ella se contiene por que lo vio así pasar e este testigo propio vino de Guatemala de la dicha provincia y este es verdad […].
Juan Rodríguez Cabrillo natural de Palma de Micer Gilio juró en forma de derecho y siendo preguntado por la primera pregunta dijo que conocía a los en ella contenidos e a cada uno de ellos y que ha noticia de la dicha nao por que vino en ella desde la Veracruz de la Nueva España a esta ciudad [Cádiz] e que hubo noticia y conocimiento de los dos cajones de oro de su Magestad y que este testigo es de edad de treinta y cinco años.
Surgió otro conflicto relacionado con la concesión de tierras en Tianguecillo, lo cual ha llevado a la documentación oficial de los hechos. Según las palabras de Wendy Kramer:
Los documentos relacionados con la disputa sobre la concesión de tierras en el Tianguecillo prueban con la más absoluta certeza que Juan Rodríguez “de Palma” es la misma persona que el Juan Rodríguez, vecino de Santiago de Guatemala, que figura en sus tres primeros libros del Cabildo […] Raramente suele ocurrir que la investigación dé como resultado un seguimiento tan uniforme y propicio para hallar hechos históricos, reconstruir la evolución de acontecimientos, e ir tras las huellas de personas del siglo XVI en fuentes manuscritas disímiles e inéditas, en archivos de tres países distintos.
Estos conflictos acerca del robo de ciertas barras de oro, su concesión de tierras en Tianguecillo o demás pleitos, registrados en los archivos de España y Guatemala, constituyen la prueba del lugar de nacimiento de Cabrillo. Por lo tanto, la autora concluye con lo siguiente acerca del nacimiento de esta relevante figura histórica:
A más de sesenta años de la muerte de Cabrillo, debido a la designación errónea que le dio Antonio de Herrera y Tordesillas, en lugar de ser reconocidas en España, sus hazañas fueron reivindicadas de manera accidental por Portugal, país con el que nuestro protagonista probablemente no tuviera vínculo alguno. Mientras tanto, los documentos históricos que demuestran sus orígenes cordobeses permanecían archivados en España y Guatemala y los palmeños no supieron de la trayectoria de su coterráneo hasta 2015.